# Éditions Trécarré
Les Éditions Trécarré sont une maison d'édition québécoise spécialisée dans les livres régionaux, la nature et le parascolaire. Son siège social est à Montréal.
Tout en étant vulgarisés pour s’adresser à un grand public, ces titres sont écrits par des spécialistes d’ici et présentent un contenu rigoureux et approfondi. On retrouve aussi sous cette bannière des livres de recettes couleur ainsi que des guides sur l’alimentation et l’activité physique. 

## Historique
Les Éditions Trécarré ont été fondées en 1982 et sont membres du conglomérat Quebecor Media. En effet, les Éditions Trécarré font partie du Groupe Livre Québecor Média, qui est aujourd’hui le premier groupe d’édition et de diffusion de livres de langue française au Canada. La littérature jeunesse est notamment privilégiée par la maison d'édition.
En 2005, elle a publié le succès de librairie Les Aliments contre le cancer de Richard Béliveau et Denis Gingras. Plusieurs autres de ses livres portant sur la santé et le bien-être connaissent un succès populaire, comme Cardio Plein Air, s'entraîner à ciel ouvert de Danielle Danault.
La maison d'édition publie aussi le succès de librairie Le Guide de l'auto, publié annuellement au Québec.